# I Liceum Ogólnokształcące im. Stanisława Staszica w Zgierzu
I Liceum Ogólnokształcące im. Stanisława Staszica w Zgierzu – liceum ogólnokształcące znajdujące się w Zgierzu przy ulicy 3 Maja 41,  szkoła średnia działająca nieprzerwanie od 1898 roku, pierwotnie jako szkoła handlowa podległa Ministrowi Skarbu.

## Historia
Pierwszą siedzibę szkoły ufundował Juliusz Borst oddając lokal na rogu ul. Długiej i Nowego Rynku. Jako 7 klasowa męska szkoła handlowa mniejszy nacisk kładła na języki obce, kulturę, na wyższy poziom podnosząc przedmioty przyrodnicze, geografię,  matematykę i fizykę. Wśród wykładowców znajdowały się takie postacie, jak Jan Czeraszkiewicz (prawo handlowe i ekonomia polityczna). 
Pierwsi dyrektorzy to Rosjanin Paweł Mikołajewicz Nowikow,  (tolerancyjny wobec szkolnych dążeń narodowych), Jan Czeraszkiewicz, Stefan Pogorzelski. Od 1908 roku szkoła otrzymała zgodę władz zaborczych na koedukację. W 1917 roku Zgierska Szkoła Handlowa została przekształcona w ośmioklasowe gimnazjum realne ze specjalnością z przedmiotów matematyczno - przyrodniczych. W 1919 w spisie zgierskich szkół wpisano "Państwowe Gimnazjum Koedukacyjne im. Stanisława Staszica, dawniej siedmioklasowa miejska szkoła handlowa”.
W 1932 r. szkoła została przekształcona w 4-letnie Gimnazjum Ogólnokształcące z tzw. małą maturą i 2-letnie Liceum Matematyczno-Przyrodnicze.
Po wojnie od 1950 r. szkoła stała się Liceum Ogólnokształcącym. W 1961 r. szkoła przeniosła się do nowego budynku przy ul. 3 Maja. W 1977 r. do Liceum dołączono Liceum dla Pracujących - utworzono Zespół Szkół Ogólnokształcących.
Szkoła bardzo wcześnie zaczęła organizować Zjazdy Absolwentów. W 1928 r. odbył się I Zjazd Absolwentów z okazji 10-lecia Szkoły. Po II wojnie światowej - II Zjazd odbył się w 1950 r., kolejne w 1968 r. i w 1993 r. z okazji 75-lecia szkoły.
Prężnie działa stowarzyszenie absolwentów, pierwotnie założone w 1931 roku jako Koło Absolwentów Państwowego Gimnazjum Koedukacyjnego im. Stanisława Staszica (istniało do 1939 r.) 
W 2003 roku w związku z jubileuszem 105-lecia Gimnazjum i Liceum im. Stanisława Staszica nastąpiła reaktywacja Koła Absolwentów. Prócz spotkań absolwentów ma wśród swoich działań przyznawanie nagród Dla ucznia Kreatywnego, Nagrody im. Barbary Beniuszko oraz nagrody „NAJLEPSZY Z NAJLEPSZYCH” im. Ireneusza Ziętka.

## Dyrektorzy
- Paweł Mikołajewicz Nowikow
- 1906–1912 Jan Czeraszkiewicz
- 1912–1924 Stefan Pogorzelski
- 1925            Zygmunt Lazar
- 1932–1935 Zygmunt Lazar
- 1935–1939 Władysław Michna
- 1945–1950 Wiesław Dzwonkowski
- 1950–1953 Teodor Gębicki
- 1953–1972 Franciszek Sieraga
- 1972–1973 Józef Sado
- 1973–1981 Jerzy Warmuziński
- 1981–1991 Stanisław Giernalczyk
- 1991–2003 Wojciech Dobruchowski
- 2003–2013 Beata Baszczyńska-Misztal
- 2013–2019 Michał Luźniakowski[2]
- od 2019 Beata Pośpiech[3]

## Honorowi członkowie Stowarzyszenia Absolwentów
- Barbara Beniuszko (1924–2006), polonista, animator kultury i reżyser, założycielka Szkolnego Teatru Poezji „Profil”
- Józef Sado (1911–2005), nauczyciel łaciny i niemieckiego
- Stefan Nasiłowski (1925–2012), nauczyciel biologii, kronikarz szkolny. Sporządził wykazy wszystkich nauczycieli uczących w Liceum od 1918 roku, wychowawców i wykaz absolwentów
- Janusz Kowalewski (1946–2011), nauczyciel matematyki, prowadził Klub Turystyki Pieszej „Dreptaki”
- Jadwiga Strzelecka, nauczyciel geografii, animator wycieczek szkolnych.

## Znani absolwenci
- Krzysztof Kwiatkowski - polityk
- Adam Mariański - prawnik
- Witold Świętosławski - archeolog